# 薄別川
薄別川（うすべつがわ）は、北海道札幌市南区定山渓を流れる河川。豊平川の支流のひとつである。
流域には、限られた狭い範囲に黒色粘板岩や砂岩が分布している箇所がある。これは薄別層と呼ばれる、札幌市域最古の地層である。

## 流路
喜茂別岳の北斜面に発する。
右沢川・白水川・小川を流れに加え、定山渓温泉の上手、銚子口にて豊平川に合流する。

## 名称
1873年（明治6年）の『札幌郡西部図』では、豊平川との合流点から遡って小川との合流点までをウスベツとし、それより上流にはシケレヘと名をつけている。
「ウスベツ」の位置は、後の薄別温泉近辺に相当する。語源はアイヌ語のウッ・ペッ（あばら骨川）で、肋骨のように横から注いでいる様子を形容したものである。ウセィ・ペッ（湯の川）がなまったものとする説もあるが、「ウセィ」は人為的に沸かした湯のことを指すので、疑わしい。
「シケレヘ」は1859年（安政6年）の『後方羊蹄日記』にもみられる名称で、シケㇾペ・ウシ・ナイ（キハダの実の多い川）またはシケㇾペニ・ウシ・ペッ（キハダの木が群生する川）に由来するとされる。後者の略称が「ウスベツ」であるとする説もある。「シケレヘ」という名称は、現在では使われていない。

## 橋梁
- 仙境橋
- 渓明大橋
- かつら橋
- えんじゅ橋
- もみじ橋
- 無意根大橋
- 薄別橋